# Philippa Ballantine
Philippa Ballantine, née le 8 août 1971, également connue sous le pseudonyme de « Pip Ballantine », est un auteur contemporain de Nouvelle-Zélande des littératures de l'imaginaire et un podcasteur. Elle vit maintenant à Manassas, en Virginie, avec son mari et collaborateur Tee Morris.

## Sources
- (en) Cet article est partiellement ou en totalité issu de l’article de Wikipédia en anglais intitulé « Philippa Ballantine » (voir la liste des auteurs).